# Ехінокок звичайний

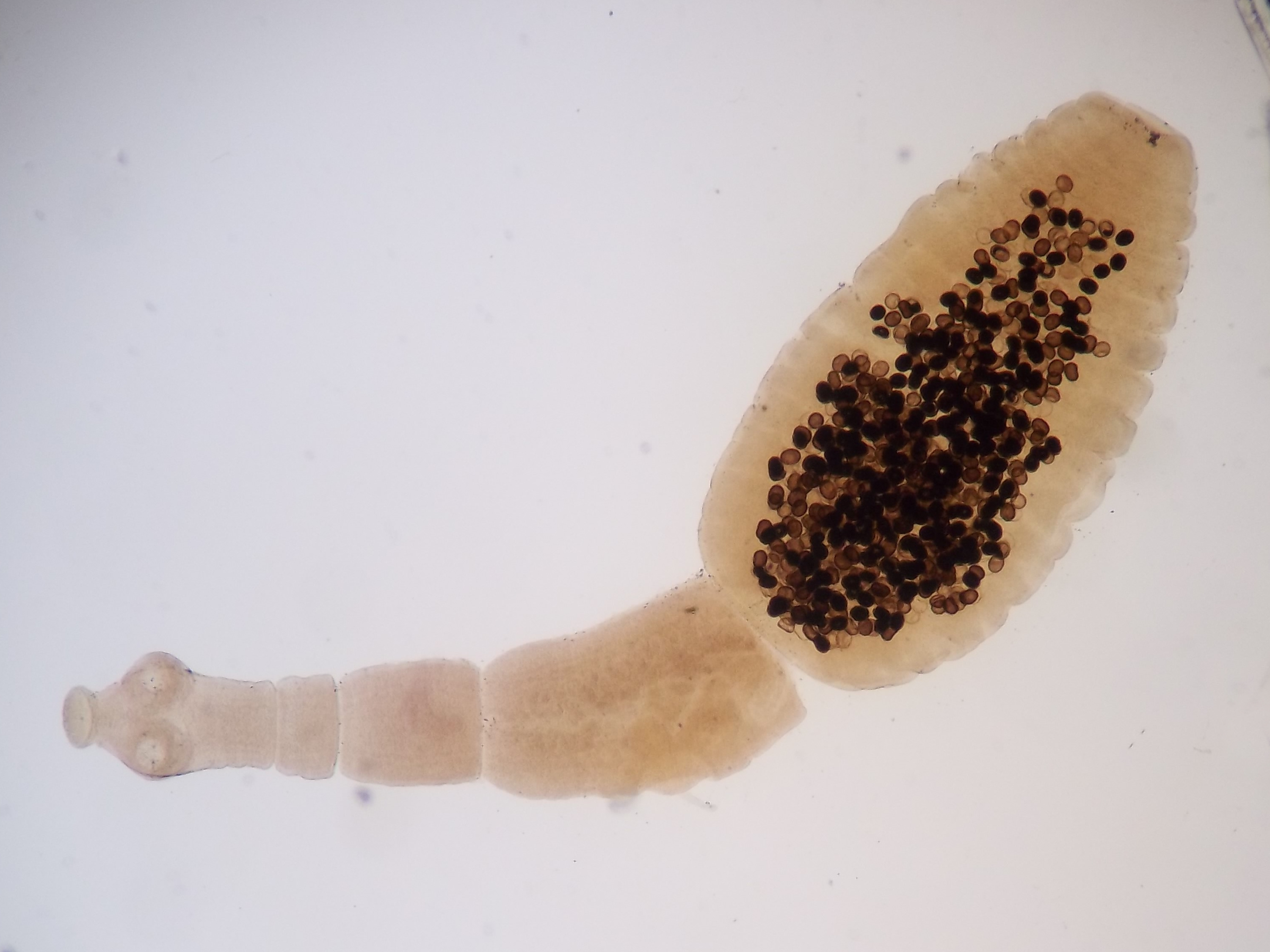
Дорослий ехінокок звичайний

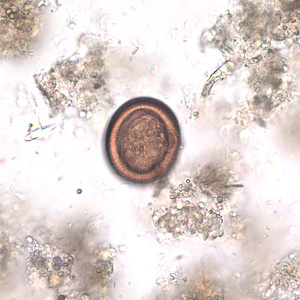
Яйце ехінокока звичайного

Ехіноко́к звича́йний (лат. Echinococcus granulosus) — вид ехінокока. Він належить до класу «Цестод», типу плоских червів. У дорослому стані паразитує в кишці собаки, вовка, шакала.
Тіло завдовжки 3—5 мм, складається з голівки (сколекса) з 4 присосками й 2 віночками гачків і 3—4 члеників (проглотид). Останній (зрілий) членик становить половину довжини тіла. Яйця ехінокока виходять з кишки хазяїна разом з екскрементами й можуть потрапити на його шерсть. Проміжний хазяїн ехінокока — корова, вівця, свиня, людини (у якої він спричинює ехінококоз) тощо.

Життєвий цикл ехінокока звичайного

Свійські тварини, а також людина, заражаються, випадково ковтаючи яйця ехінокока. У кишці проміжного хазяїна з яйця виходить личинка — онкосфера. Через стінку кишкиа вона потрапляє в систему портальної вени і з плином крові заноситься в печінку, рідше в легені, м'язи, кістки або інші органи. Тут вона розвивається до міхурної стадії, яку називають ехінококом або ехінококовою кистою. Кожна онкосфера утворює міхур, на стінках його утворюються вторинні й навіть третинні міхури, на яких формується безліч голівок, подібних до дорослих черв'яків. Міхури ехінокока зростають дуже повільно і можуть досягати великих розмірів. Остаточний хазяїн із хижих ссавців заражається ехінококом, коли поїдає хвору або полеглу тварину, що містить міхурну стадію цього паразита.
Різноманітність будови міхурних стадій Echinococcus granulosus породжує у деяких науковців думку про існування двох самостійних видів — Echinococcus unilocularis (однокамерний ехінокок) і Echinococcus multilocularis (багатокамерний ехінокок). Останнього інколи виділяють навіть як самостійний рід — Alveococcus і, відповідно, у вид Alveococcus multilocularis.